# La favorite (Oper)
La favorite (deutsch: Die Favoritin: italienische Fassung: La favorita) ist eine Grand opéra in vier Akten von Gaetano Donizetti; das Libretto schufen Alphonse Royer, Gustave Vaëz und Eugène Scribe. Sie wurde am 2. Dezember 1840 an der Pariser Oper uraufgeführt.
Die Vorlage für das Libretto ist nicht bekannt, nur der vierte Akt im Kloster basiert auf der Erzählung Les amans malheureux, ou Le comte de Comminges (1790) von François-Thomas-Marie de Baculard d’Arnaud.
La favorite war und ist – sowohl im französischen Original, als auch in der italienischen Übersetzung – eine der erfolgreichsten und langlebigsten Seria-Opern von Donizetti und wurde selbst in der ersten Hälfte des 20. Jahrhunderts nicht komplett vergessen, ähnlich wie Lucia di Lammermoor und Lucrezia Borgia.

## Handlung
Historischer Hintergrund der Oper ist die Liebesbeziehung von Leonor de Guzmán (1310–1351) und König Alfons XI. (1311–1350) von Kastilien. Die Handlung spielt in Santiago de Compostela (Akt I,1 und Akt IV), im Alcázar von Sevilla (Akt 2 und 3) und auf einer sogenannten Löweninsel (Akt I,2).

### Erster Akt
(Die folgende Inhaltsangabe folgt dem französischen Originallibretto. Zu Unterschieden in der traditionellen italienischen Version siehe unten: Italienische Fassungen.)

#### Szene 1
Im Kloster zu Santiago de Compostela
Die Mönche des Klosters von Santiago begeben sich zum Gebet in die Kapelle (Chor der Mönche „Pieux monastère“). Der Novize Fernand und Prior Balthazar bleiben zurück, und Fernand gesteht, dass er kürzlich beim Gebet in der Kirche einer unbekannten Frau, schön wie ein Engel, begegnete, in die er sich unsterblich verliebte (Romanze „A l’autel que saint Jacques protège“). Balthazar reagiert mit Unverständnis und Ärger und erinnert Fernand, dass dieser später sein Nachfolger als Prior werden sollte. Doch alle Vorhaltungen und Warnungen nützen nichts, Fernand will das Kloster verlassen und bittet Balthazar um seinen Segen (Duett Fernand/Balthazar „Va-t’en, insensé, téméraire!“).

#### Szene 2
Am Ufer der Löweninsel
Inez und andere Hofdamen besingen die Schönheit und Freuden der Natur („Rayons dorés … Doux zéphir sois lui fidèle“), als Fernand mit verbundenen Augen auf einer Barke herangebracht wird. Es ist ihm inzwischen gelungen, Kontakt zu der von ihm geliebten Dame aufzunehmen, die seine Gefühle erwidert. Aber deren Identität und Name sind ihm nach wie vor unbekannt, und auch Inez beantwortet ihm keine Fragen. Da erscheint Léonor zu dem geheimen Stelldichein, überglücklich, Fernand zu sehen (Duett Leonor, Fernand „Mon idole“). Doch seinen Fragen weicht sie aus, und als er sie bittet, ihn zu heiraten, entgegnet sie zu seiner Enttäuschung, sie würde nichts lieber tun, aber das könne und dürfe sie nicht. Ihre Liebe habe keine Chance, und er müsse sie verlassen. In dem Moment wird der König gemeldet. Léonor bricht in Panik aus, übergibt Fernand zum Abschied ein Dokument und eilt davon.

Fernand glaubt nun, dass er zu unbedeutend, Léonor gesellschaftlich zu weit unterlegen und sie daher für ihn unerreichbar sei. Da erkennt er, dass er durch das von ihr erhaltene Dokument einen Adelstitel und ein Kapitänspatent bekommen hat. Er beschließt, sich ihrer würdig zu erweisen und sich im Kampf Ruhm und Ehre zu verdienen, damit er sie am Ende doch heiraten kann (Arie Fernand „Oui, ta voix m’inspire“).

### Zweiter Akt
Offene Galerie mit den Gärten des Alcazar von Sevilla im Hintergrund
Fernand hat sich inzwischen im Kampf gegen die Mauren bewährt, und König Alphonse XI. beabsichtigt, den Sieger während eines Festes zu belohnen. Als dem lustwandelnden König ein wichtiges Schreiben des Papstes angekündigt wird, ahnt Alphonse bereits, dass es etwas mit seiner ehebrecherischen Beziehung zu Léonor zu tun hat. Er ist entschlossen, allen Feinden zum Trotz zu seiner Geliebten zu stehen („Léonor viens… Léonor, mon amour brave“).
Léonor tritt ein und gesteht dem König, dass sie unglücklich sei. Er habe sie glauben lassen, dass er sie zur rechtmäßigen Frau nehmen werde, aber so lebe sie in Schande und werde von aller Welt verachtet (Duett Léonor-Alphonse: „Quand j’ai quitté“). Alphonse denkt immer noch, dass sie wie „auf Blumen gebettet“ sei, muss jedoch traurig erkennen, dass ihre Liebe abgekühlt ist und sie ihn verlassen möchte („Quoi! Mon amour, stérile flamme“).

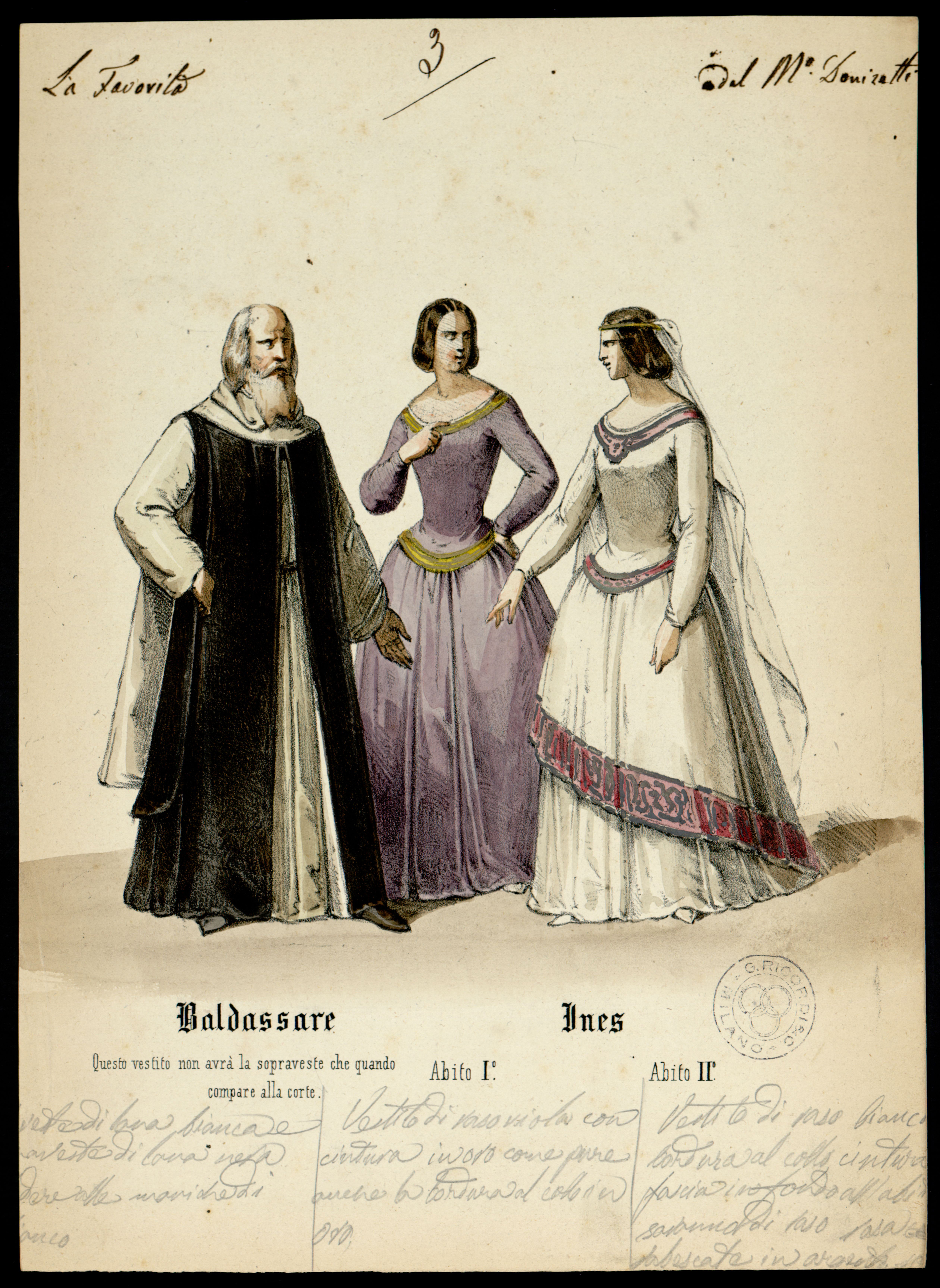
Kostümentwürfe für Baldassare und Ines von Filippo Peroni (1809–1878)

In dem Moment erscheint der ganze Hofstaat, und ein rauschendes Fest beginnt, bei dem spanische Tänzerinnen und maurische Sklaven Tänze aufführen (Ballett).

Nach dem Tanz zeigt Don Gaspar dem König einen abgefangenen Liebesbrief an Léonor und bezichtigt diese der Untreue. Léonor bestätigt tapfer, dass sie den Adressaten liebe, weigert sich aber, dessen Namen zu nennen. Alphonse ist wütend und droht gar mit Folter. Da tritt Balthazar als Gesandter des Papstes ein und droht dem König mit Exkommunikation, wenn er sich nicht dem päpstlichen Willen füge und sich von Léonor trenne. Der König ist empört und erklärt – obwohl er ja mittlerweile weiß, dass Léonor einen anderen liebt –, es sei seine Absicht, sich von seiner Gemahlin zu trennen und Léonor zur Königin zu erheben. Balthazar, die Bulle des Papstes in den erhobenen Händen, verflucht den König, Léonor und den ganzen Palast, wenn diese nicht bis zum nächsten Tag vom Hofe verjagt werde.

### Dritter Akt
Ein Saal im Alcazar
Der ahnungslose Fernand ist mittlerweile im Palast angekommen, voller Hoffnung, dass er nun bald am Ziel seiner Träume ist. Der König gibt Anweisung, Léonor kommen zu lassen und ihre „Komplizin“ Inez gefangen zu nehmen. Als der König Fernand empfängt und ihm Belohnung für seine Verdienste verspricht, bittet der junge Mann um die Hand einer „noblen Dame“, die er liebe, und deutet auf die eintretende Léonor. Der König verbirgt heuchlerisch seinen Ärger und fordert in einer Mischung aus echtem Großmut und ironischer Hinterlist Léonor auf, den Antrag von Fernand anzunehmen (Terzett „Pour tant d’amour“).
Als Léonor allein zurückbleibt, ist sie hin- und hergerissen zwischen Glück und der traurigen Erkenntnis, dass Fernand gar nicht weiß, dass sie die von allen verachtete Mätresse des Königs ist und dass sie dem von ihr geliebten Mann nur Schande bereite („O mon Fernand…“). Um zu verhindern, dass Fernand durch andere die Wahrheit erfährt, und in der Hoffnung, dass er ihr vergibt und sie vielleicht dennoch heiratet, gibt sie Inez den Auftrag, Fernand über alles aufzuklären. Doch kaum ist Léonor gegangen, wird Inez von Don Gaspar abgefangen und auf Wunsch des Königs arrettiert.
Der überglückliche Fernand wird vom König vor den versammelten Edelmännern zum Marquis erhoben und mit einem Orden geehrt. Léonor tritt im Hochzeitsgewand ein, voller Sorge, ob ihre Nachricht Fernand erreichte. Bei seinem Eintritt wagt sie kaum, ihn anzusehen, doch er reicht ihr freudig und stolz seine Hand, um mit ihr zur Hochzeitszeremonie zu schreiten. Léonor glaubt, dass er alles weiß und ihr vergeben habe.
Don Gaspar und die zurück gebliebenen Hofleute zerreißen sich inzwischen das Maul über die „unehrenhafte“ Heirat, und als Fernand als frischgebackener Ehemann wieder erscheint, wundert er sich über das verächtliche Verhalten der Männer, die ihn nunmehr als entehrt betrachten. Balthazar kommt hinzu. und Fernand erfährt erst jetzt von Léonors Vergangenheit. Er fühlt sich von ihr und dem König hintergangen.
Als Alphonse und Léonor eintreten, zerbricht Fernand demonstrativ seinen Degen und wirft ihn und die Ordenskette dem König vor die Füße. Léonor bittet um Gnade für Fernand, der zusammen mit Balthazar den Saal verlässt.

### Vierter Akt
Kreuzgang des Klosters zu Santiago de Compostela
Während einige Mönche ihr eigenes Grab ausheben, schickt Balthazar ein Gebet zum Himmel („Les cieux s’emplissent d’étincelles“). Fernand ist wieder ins Kloster eingetreten und kurz davor, sein ewiges Gelübde abzulegen. Doch zuvor bittet er Gott darum, Léonor vergessen zu können („Ange si pur“; ital.: „Spirto gentil“), dann folgt er Balthazar und den Mönchen in die Kapelle.
Léonor erscheint im Büßergewand. Sie ist nach Santiago gepilgert, von der Reise völlig entkräftet und fühlt sich dem Tode nahe. Ihre einzige und letzte Hoffnung ist, dass Fernand ihr vergebe. Da hört sie von innen die Klänge der heiligen Messe und die Stimme Fernands, der sein Ordensgelübde ablegt. Sie will fliehen, bricht jedoch kraftlos zusammen. Da kommt Fernand aus der Kirche und will dem am Boden liegenden Menschen zu Hilfe eilen. Doch als er Léonor erkennt, schreckt er zurück und fordert sie auf, zu gehen. Léonor erklärt Fernand, dass sie ihm vor ihrer Heirat die Wahrheit durch Inez sagen lassen wollte, aber dass dies durch deren Verhaftung verhindert wurde. Dann fleht sie ihn um Vergebung an („Fernand, imite la clémence“). Fernand will sie zuerst nicht hören, doch dann steigen seine alten Gefühle für sie wieder hoch, und er möchte mit ihr fliehen und ein neues Leben beginnen („Viens! je cède éperdu“). Doch es ist zu spät, Léonor stirbt in seinen Armen.

## Orchester
Die Orchesterbesetzung der Oper enthält die folgenden Instrumente:
- Holzbläser: Piccoloflöte, zwei Flöten, zwei Oboen, Englischhorn, zwei Klarinetten, zwei Fagotte
- Blechbläser: vier Hörner, zwei Trompeten, zwei Trompeten à pistons, drei Posaunen, Altposaune à pistons, Ophikleide
- Pauken, Schlagzeug: große Trommel, Becken, Triangel
- Orgel
- Harfe
- Streicher
- Bühnenmusik: zwei Trompeten, Tambour

## Musiknummern

### Französische Originalversion
(Alle Bezeichnungen („chœur“, „récit“ etc.) sind original, so wie Donizetti sie in der französischen Partitur verwendete.)
- Ouverture

Erster Akt
- Introduction, chœur et récit: „Pieux monastère“
- Romance (Fernand): „Une ange, une femme inconnue“
- Duo (Fernand, Balthasar): „Sais-tu“
- Air et chœur (Ines): „Rayons dorés … Doux zéphir sois lui fidèle“
- Duo (Léonor, Fernand): „Mon idole“
- Air (Fernand): „Oui, ta voix m’inspire“

Zweiter Akt
- Récit et air (Alphonse): „Jardins de l’Alcazar… Léonor viens… Léonor, mon amour brave“
- Duo (Léonor, Alphonse): „Quand j’ai quitté“
- Airs de danse (Ballet)
- Finale

Dritter Akt
- Prélude et trio (Alphonse): „Pour tant d’amour“
- Récit et air (Léonor): „L’ai-je bien entendu? … Ô mon Fernand… Mon arrêt descend du ciel“
- Chœur: „Déja dans la chappelle“
- Finale

Vierter Akt
- Prélude et chœur (mit Balthazars „Les cieux s’emplissent d’étincelles“)
- Romance (Fernand): „Ange si pur“
- Récit et chœur: „Que de très-haut“
- Duo (Léonor, Fernand): „Va-t-en d’ici … Viens, viens, je cède éperdu“

### Italienische Fassung
Erster Akt
- Nr. 1 – Introduzione: Bell’alba foriera (Chor, Fernando, Baldassarre)
- Nr. 2 – Chor und Duett Leonora und Fernando: Bei raggi lucenti – Ah mio ben! un dio ti invia (Chor, Ines, Leonora, Alfonso)
- Nr. 3 – Arie des Fernando: Sì, che un tuo solo accento.

Zweiter Akt
- Nr. 4 – Cavatine des Alfonso: Vien, Leonora, a’ piedi tuoi
- Nr. 5 – Duett Leonora und Alfonso: Sì, Alfonso, me traviata, avvilita
- Nr. 6 – Finale I: Paventa del furor (Baldassarre, Leonora, Alfonso, Gasparo, Coro, Ines)

Dritter Akt
- Nr. 7 – Arie der Leonora: Oh mio Fernando! della terra il trono
- Nr. 8 – Finale III: Già nell’augusta cella (Chor, Fernando, Alfonso, Gasparo, Leonora, Baldassarre)

Vierter Akt
- Nr. 9 – Arie des Baldassarre: Splendon più belle (Baldassarre, Chor)
- Nr. 10 – Arie des Fernando: Spirto gentil ne’ sogni miei
- Nr. 11 – Duett Fernando und Leonora und Finale: Ah! va’, t’invola; e a questa terra – Ah padre, è dessa! (Fernando, Leonora, Baldassarre, Chor)

## Besonderheiten

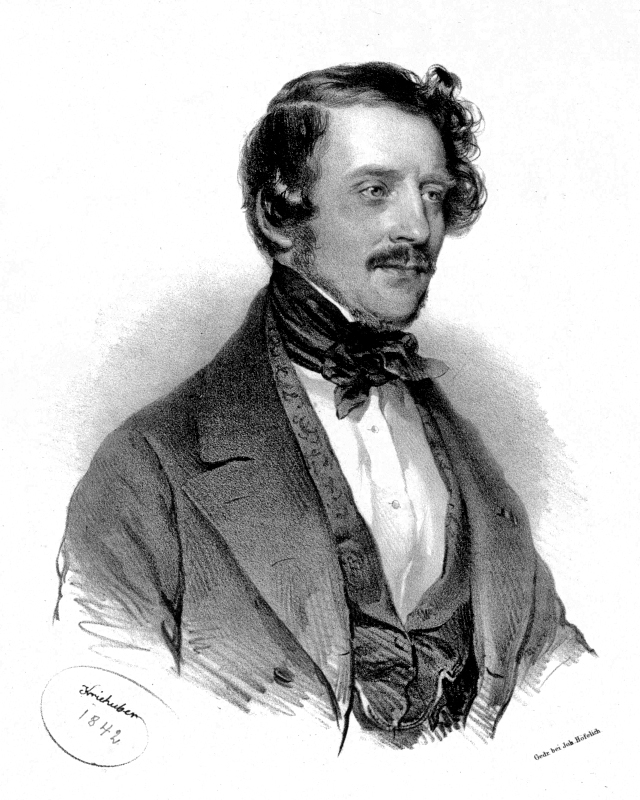
Gaetano Donizetti, 1842

La favorite ist ein Werk aus Donizettis „internationaler“ Spätphase. Nach Les martyrs (UA: Februar 1840) ist es die zweite Grand opéra, die Donizetti seit Ende 1838 bei seinem Aufenthalt in Paris an der dortigen Oper aufführte. Im Gegensatz zu ihrer Vorgängerin, deren Musik zu ca. 80 Prozent auf dem ursprünglich für Neapel komponierten Poliuto (1838) basiert, ist der größte Teil der Musik von La favorite bereits in Paris entstanden. Auffällig ist die Tatsache, dass in beiden Werken das christlich-religiöse Element und eine gewisse Weltabgewandtheit eine prominente Rolle spielen. Eine Thematik, die in Italien nur schwer durch die dortige Zensur zu bringen war – nicht durch Zufall war die Aufführung von Poliuto in Neapel verboten worden.
In La favorite bilden zwei Klosterakte den Rahmen für die in höfischen Regionen angesiedelte Liebesgeschichte, wobei der grundsätzliche Unterschied musikalisch deutlich dargestellt wird. Die ganze Partitur ist sorgfältig und elegant gearbeitet und fällt passend zur Thematik durch ihre relative Introversion und Intimität auf. Aus dem intimen Rahmen fallen ausschließlich die beiden Finali zu Akt II und III, sowie hier und da die Ballettmusik (Akt II).
Schon in der Ouvertüre wird die religiöse Grundatmosphäre durch das einleitende Fugato evoziert, gefolgt von einem bewegten Allegretto mosso in c-moll, das offenbar die tragische Liebesgeschichte und die daraus resultierenden Konflikte symbolisiert; eine ruhige, aufsteigende Flötenmelodie steht für die reine Seele von Fernand, der später in seiner Auftrittsarie ähnlich charakterisiert wird. Ashbrook wies darauf hin, wie viel Verdi von der La favorite-Ouverture in formaler und gestalterischer Hinsicht in seiner Ouvertüre zu La forza del destino (1867) gelernt und übernommen hat.
Die Hauptfigur von La favorite ist im Grunde nicht die weibliche Titelrolle, sondern eher der Tenor Fernand. Diese Partie wurde für den berühmten Gilbert Duprez komponiert, der einer der bevorzugten Sänger Donizettis war: Duprez hatte schon in Italien mehrere Hauptrollen für den Komponisten kreiert, in Parisina (1833), Rosmonda (1834) und Lucia di Lammermoor (1835), und auch den Polyeucte in der Premiere von Les martyrs. Auch der Bariton Paul Barroilhet hatte zuvor in Neapel mit Donizetti zusammengearbeitet, welcher für ihn Hauptrollen in L’assedio di Calais (1836) und Roberto Devereux (1837) geschrieben hatte. Dass beide Sänger große Künstler waren, die zu extrem feinem und kultiviertem Singen in der Lage waren, beweist unter anderem die Musik, die der Komponist ihnen in La favorite auf den Leib schrieb und die zu den Höhepunkten nicht nur dieser Oper, sondern auch im Werk Donizettis gehören, wie etwa Fernands Romanze „Ange si pur“ (= „Spirto gentil“, Akt IV) oder die sublime Auftrittsszene und -arie des Königs („Jardins de l’Alcazar… Léonor viens…“, Akt II,1); in der letzteren bezeugen einige schnelle Skalen (als Ausdruck für schwärmerische Liebe) die Biegsamkeit von Barroilhets Stimme.
Auffällig ist die Besetzung der weiblichen Hauptrolle Léonor mit einem dramatischen Mezzosopran anstelle der sonst von Donizetti verwendeten Soprane, sowie der für eine Donizetti-Oper ungewöhnlich schlichte Gesangsstil, mit dem diese Frauenrolle bedacht wurde. Ob das den eigentlichen Intentionen des Komponisten entsprach, ist nicht bekannt und sogar fraglich, aber offenbar besaß die Sängerin der Uraufführung, Rosine Stoltz, im Gegensatz zu den italienischen Primadonnen, an die Donizetti sonst gewöhnt war, keine oder nur minimale Agilität. Aber der Komponist verstand es, das Beste daraus zu machen und Ashbrook wies darauf hin, dass die Art, wie der Mezzosopran hier gesetzt ist, insbesondere der effektvolle und dramatische Einsatz des tiefen Registers, auf spätere Verdi-Partien, wie vor allem die Amneris in Aida (1871), vorausweist.
An Verdi, namentlich an Don Carlos (1867), gemahnen auch die asketischen Mönchsgesänge in Akt I und IV von La favorite, sowie die Figur des Balthazar, besonders in dessen Verfluchungen im Finale von Akt II (z. B. „Malheur ! Redoutez la fureur d’un Dieu terrible et sage“).
Grundsätzlich ist die französische „Herkunft“ der Oper entscheidend für ihr Verständnis, selbst wenn man sie in einer italienischen Übersetzung hört. Abgesehen von der größeren vieraktigen Anlage und dem obligatorischen Ballett als den auffälligsten Merkmalen, die dieses Werk von einem italienischen melodramma unterscheiden, gibt es einige andere wichtige Unterschiede:

In Paris hatte Donizetti größere formale Freiheiten als in Italien, wo zu dieser Zeit die zweiteilige Arien- und Ensembleform mit einem ersten meist ruhigen Teil und einer abschließenden Cabaletta, eventuell verbunden durch eine mehr oder weniger lange Übergangspassage, die Norm war. Der Komponist gibt das nicht überall auf – wahrscheinlich nicht zuletzt im Hinblick auf mögliche Aufführungen in Italien –, nimmt sich aber alle Freiheiten, die er möchte. So gibt er z. B. dem Tenor Fernand in Akt I,1 eine einteilige Romanze (in zwei Strophen) als Auftrittsarie („Une ange, une femme inconnue“), die sich danach zu einem Duett mit Balthazar entwickelt, wobei die konträren Gefühle der beiden Männer durch völlig verschiedene Musik ausgedrückt wird. Die „fehlende“ Cabaletta der Auftrittsarie für den Tenor wird aber am Ende des Aktes als weiteres Einzelstück nachgeliefert („Oui, ta voix m’inspire“, Akt I,2). Darüber hinaus hat der Tenor auch im vierten Akt wieder „nur“ eine Romanze als Solonummer, das berühmte „Ange si pur“ bzw. „Spirto gentil“.

Andere Nummern der Oper folgen der zweiteiligen Form, wie die Auftrittsarie des Alphonse („Léonor viens… Léonor, mon amour brave“, Akt II,1) oder Léonors bekannte Arie „O mon Fernand… Mon arrêt descend du ciel“ in Akt III.

Außergewöhnlich, vor allem aus italienischer Perspektive, ist außerdem die Tatsache, dass die Oper nicht durch ein großes Finale oder eine Aria finale z. B. der Protagonistin beschlossen wird, sondern durch ein intimes Duett, das sich für die Entstehungszeit relativ frei entwickelt. Das Schlussduett nimmt grundsätzlich ebenfalls einige Werke von Verdi vorweg, insbesondere die Schlussduette in Don Carlos (1867) und Aida (1871).
Besondere Erwähnung verdienen die fein gearbeitete Instrumentierung und Harmonik, die eine gewisse Auseinandersetzung mit französischer Musik von Meyerbeer und Adam verraten. Donizetti kreiert hier besonders durch einen raffinierten Einsatz der Holzbläser oft aparte Klangwirkungen, besonders mit den als typisch französisch geltenden Doppelrohrblattinstrumenten (Fagotte, Oboen, Englischhorn). Zum französischen Klangeindruck trägt auch die Verwendung der Ophikleide bei. Als Beispiel für die subtile und elegante Instrumentation seien die beiden Romanzen Fernands (Akt I,1 und Akt IV) genannt, wo der Komponist die jeweiligen zweiten Strophen durch zusätzliche Instrumente und gesteigerte Bewegung leicht abwandelt. Interessante Effekte entstehen auch durch den originellen Einsatz der Harfe, mit schwungvollen Glissandi im Damenchor „Doux zéphir sois lui fidèle“ (zu Beginn Akt I,2), oder als melodische Farbe in Léonors „Mon arrêt descend du ciel“ (Akt III). So ist auch die Ballettmusik keineswegs von schlechter oder uninteressanter Qualität, wie manchmal behauptet, sondern enthält viel Reizvolles, wie z. B. ein virtuoses Duett für zwei Flöten, oder einige Tänze in einem maurisch oder spanisch anmutenden Stil. Zu den besonderen Instrumentaleffekten zählt auch die Verwendung einer Orgel zusammen mit einem Solo-Cello zu Beginn von Akt IV.
Alle Zugeständnisse an den französischen Geschmack können jedoch eher als Bereicherung angesehen werden. Donizetti verleugnet sich und seine Wurzeln keineswegs, und aus der französischen Perspektive fallen Reichtum, Schönheit und Ausdruckskraft der belcantistischen Melodik und die zuweilen temperamentvolle italienische Rhythmik auf. Der Gesamteindruck der Oper, besonders in der italienischen Fassung, wirkt progressiv und blickt eindeutig auf den Verdi der 1860er Jahre voraus – was sicher ein Grund für ihre anhaltende Popularität auch noch im späten 19. und frühen 20. Jahrhundert ist.

## Werkgeschichte

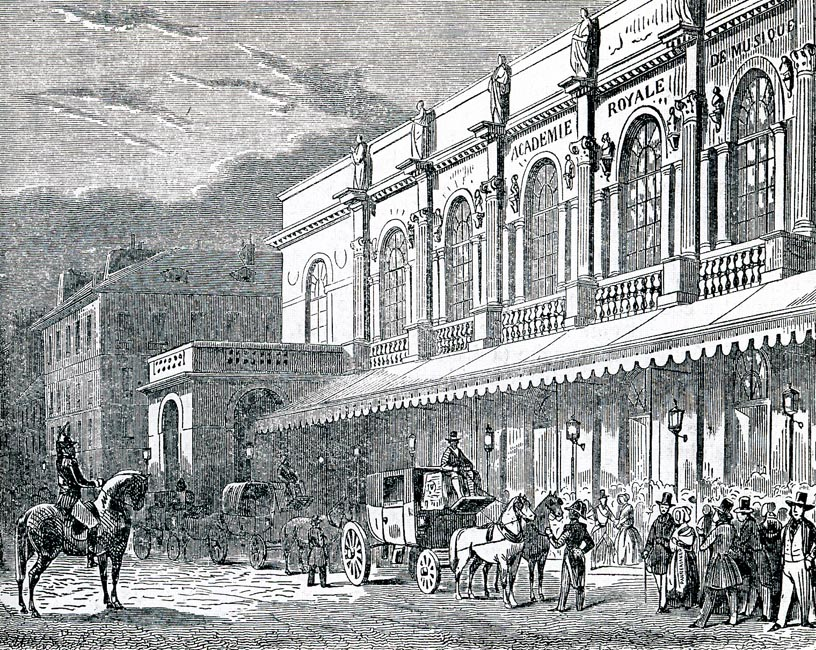
Die Opéra Le Peletier in Paris, Ort der Uraufführung von La favorite (Stich von A. Provost, 1844)

### Entstehung
Im Herbst 1839 hatte Donizetti zusammen mit Alphonse Royer und Gustave Vaëz für das Théâtre de la Renaissance eine dreiaktige Oper namens L’ange de Nisida komponiert, die er am 27. Dezember 1839 fertigstellte. Diese konnte jedoch nicht aufgeführt werden, weil das besagte Theater bereits einige Monate später Pleite machte.
Nachdem Donizetti im Juni bis August 1840 zum ersten Mal seit fast zwei Jahren wieder in seiner Heimat Bergamo und in Mailand gewesen war, kehrte er Anfang September 1840 zurück nach Paris. Dort musste er erfahren, dass seine für Ende des Jahres geplante, bereits halbfertige Grand opéra Le duc d’Albe vom Spielplan der Oper abgesetzt worden war, weil Rosine Stoltz, die herrschsüchtige und einflussreiche Mätresse des Direktors Léon Pillet, darin keine Hauptrolle hatte. Da der Stichtag für die Uraufführung der 1. Dezember war, blieb extrem wenig Zeit für die Komposition und Probe einer komplett neuen Oper. Daher einigte man sich darauf, dass Donizetti seine Partitur von L’ange de Nisida auf vier Akte erweitern und umarbeiten sollte, mithilfe von Eugène Scribe, der die neuen Texte verfasste und den Inhalt mit Bezug auf die Geschichte von Leonor de Guzmán änderte. Dies hatte übrigens den Vorteil, dass die Oper in Italien und vor allem im Königreich Neapel leichter verbreitet werden konnte, denn L’ange de Nisida handelte von der außerehelichen Beziehung eines neapolitanischen Königs und hätte dort sicher Probleme mit der Zensur bekommen. Als neuen Titel wählte man La favorite – ironischerweise, denn das war der Spitz- und Spottname, den die anderen Sänger der ziemlich unbeliebten Rosine Stoltz hinter ihrem Rücken gegeben hatten.
Die neue Oper war im Großen und Ganzen Anfang Oktober fertig, abgesehen von einigen Zusätzen und Änderungen, die noch bis kurz vor der Premiere vorgenommen wurden.

### Ursprünge der Musik
Der größte Teil der Musik stammt aus L’ange de Nisida; davon wiederum sind einige Nummern Überarbeitungen von Teilen einer älteren, nie vollendeten Oper namens Adelaide, insbesondere das Duett für Fernand und Léonor in Akt I,2, sowie die beiden Finali von Akt II und III. Die weibliche Hauptrolle von L’ange de Nisida (und von Adelaide) war ursprünglich für Sopran und musste daher für den Mezzosopran von Rosine Stoltz tiefer gesetzt werden. Des Weiteren verwendete Donizetti in umgearbeiteter Form auch etwas Material aus Pia de’ Tolomei (1837) und aus L’assedio di Calais (1836). Das berühmteste Stück der Oper, Fernands Romanze „Ange si pur“ (italienisch: „Spirto gentil“) im letzten Akt entnahm Donizetti seiner halbfertigen Partitur von Le duc d’Albe (1839–40).
Völlig neu komponiert wurden:
- Akt I: die Ouverture, die Introduction und das Duett Fernand-Balthasar (Szene 1), sowie die den Akt beschließende Arie für Fernand: „Oui, ta voix m’inspire“ (Szene 2)
- Akt II: die einleitende Szene für Alphonse mit der Arie „Jardins de l’Alcazar“; das Larghetto „O mon amour“ im Duett Fernand-Léonor und die Ballettmusik
- Akt III: die gesamte erste Hälfte, d. h. das Prélude und das Trio Alphonse-Léonor-Fernand, sowie Léonors darauffolgende Szene mit der Arie „O mon Fernand“
- Akt IV: Léonors Bitte „Fernand, imite la clémence“ im abschließenden Duett wurde kurz vor der Premiere eingefügt

### Uraufführung
Die Uraufführung fand am 2. Dezember 1840 an der Pariser Oper unter der musikalischen Leitung von François-Antoine Habeneck statt. Die Sänger waren Paul Barroilhet (Alphonse XI), Rosine Stoltz (Léonor), Gilbert Duprez (Fernand), Nicolas-Prosper Levasseur (Balthazar), Pierre-François Wartel (Don Gaspar) und Élian (Inès). La favorite wurde zunächst eher kühl aufgenommen, gewann aber nach und nach die Gunst des Publikums; ein echter „Hit“ wurde die Oper jedoch erst, als die Ballerina Carlotta Grisi am 12. Februar 1841 als Zusatz-Attraktion im Ballett des zweiten Aktes auftrat. Von da an war das Werk sehr erfolgreich und gehörte bis zu Beginn des 20. Jahrhunderts zum Standardrepertoire der Opéra, wo sie bis 1904 ca. 650 Mal aufgeführt wurde.

Sänger der Uraufführung von 1840
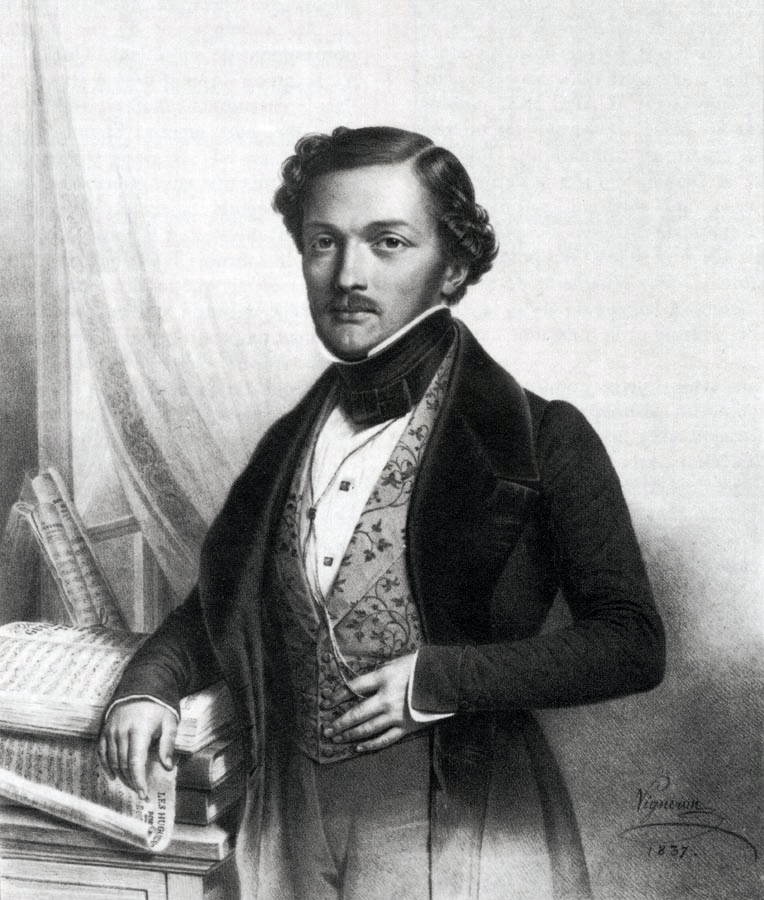
Gilbert Duprez, der erste Fernand
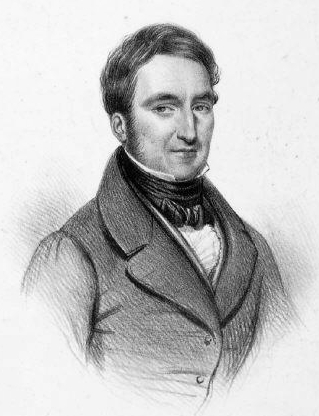
Nicolas-Prosper Levasseur (Balthazar)
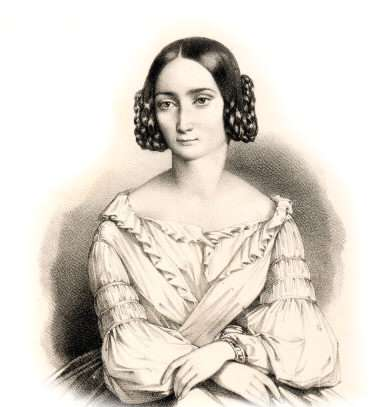
Rosine Stoltz (Léonor)
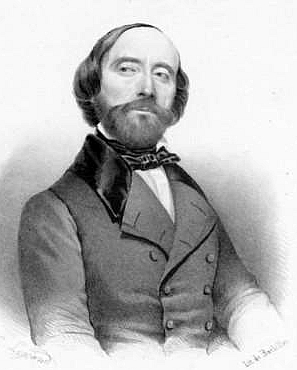
Paul Barroilhet (Alphonse XI)

### Italienische Fassungen
Die Oper wurde selbstverständlich bald ins Italienische übertragen. Jedoch entstand keine der italienischen Fassungen unter Mitwirkung von Donizetti, und seine Partitur, ebenso wie das Libretto, wurden etwas verändert (siehe unten). Ein Grund für inhaltliche Änderungen war die in Paris nicht existierende, aber in Italien ziemlich strenge Zensur, für die beispielsweise das religiöse Element abgeschwächt werden musste.
Eine erste italienische Fassung in einer Übersetzung von Francesco Jannetti wurde 1842 in Padua gezeigt, unter dem Titel Leonora di Guzman; eine andere Übersetzung durch Calisto Bassi war zuerst im August 1843 an der Mailänder Scala zu sehen. In manchen Fällen lief die Oper unter Alternativtiteln (und wahrscheinlich mit anderer Handlung), wie Daila (Rom 1860) oder Riccardo e Matilde.
Sowohl die Fassung von Bassi, als auch die von Jannetti änderten die Personenkonstellation: In der traditionellen italienischen La favorita ist Baldassare über seine religiösen Funktionen hinaus sowohl der Vater von Fernando als auch von Alfonsos Frau, also der Königin, während im französischen Original keine verwandtschaftlichen Beziehungen zwischen diesen Personen bestehen. Durch diese Änderung bekommt die Handlung etwas Unlogisches, da Fernando somit auch der Schwager des Königs ist und sich seine Naivität bezüglich der Vorgänge am Hofe und der Beziehung von Alfonso und Leonora schlecht erklären lassen.
In der traditionell verwendeten Ricordi-Ausgabe (Charge Nr. 46268) der Partitur ist außerdem der Schluss der Oper verändert: Im französischen Original (laut Autograph) kommen Balthazar und die Mönche ganz am Ende auf die Bühne und die Oper endet in b-moll, mit Fernands letzten Worten „…et vous priez pour moi demain!“ („…und ihr, betet morgen für mich!“); in der Ricordi-Fassung dagegen bleibt Fernando mit der sterbenden Leonora allein, ruft aus: „E spenta!“ („Sie ist tot!“), und die Oper endet in f-moll. Auch andere musikalische Details wurden von Ricordi verändert, beispielsweise in Leonoras Arie „O mio Fernando“ („Ô mon Fernand“, Akt III) und der dazugehörigen Cabaletta, wo unter anderem in der traditionellen italienischen Fassung eine vom Komponisten im Autograph ausgeschriebene Kadenz weggelassen wurde (und wird?).

### Weitere Aufführungsgeschichte
Den Klavierauszug zur Oper arrangierte Richard Wagner.
Außerhalb Frankreichs hatte die Oper sowohl im französischen Original, als auch auf Italienisch Erfolg.

Der Tenor Arvid Ödmann als Fernand, Stockholm 1879

Erste Aufführungen der französischen Version gab es bereits 1841 in Liège, Brüssel und Den Haag; es folgten Genf (1842), New Orleans (1843), London und New York (1845), Rio de Janeiro (1846), Algier (1847) und Buenos Aires (1852).
In italienischer Sprache war die Oper auf internationaler Ebene zuerst 1842 in Berlin und Lissabon zu sehen, dann in Madrid (1843), Sankt Petersburg (1846), London und Bukarest (1847), Havanna (1849), Mexiko-Stadt (1852) und Dublin (1856).
Eine deutsche Übersetzung wurde bereits 1841 von Richard Otto Spazier erarbeitet und kam im selben Jahr in Kassel auf die Bühne, ebenso am Kärntnertortheater in Wien unter dem Titel Richard und Mathilde und 1853 unter dem Titel Leonore. La favorite wurde außerdem ins Russische übertragen (Sankt Petersburg, 1842), ins Englische (London, 1843), ins Schwedische (Stockholm, 1850), ins Polnische (Wilna, 1851) und in mehrere andere Sprachen.
Eine erste, klangtechnisch noch unbefriedigende Gesamtaufnahme der französischen Fassung entstand bereits 1912 von einer Produktion an der Opéra-Comique in Paris.
In der ersten Hälfte des 20. Jahrhunderts wurde La favorite, wie die meisten Donizetti-Opern, nur selten gespielt, und dann vor allem auf Italienisch, wovon viele Aufnahmen, sowohl als Live-Mitschnitt, wie als Studioaufnahme, zeugen. Die bekannteste Interpretin der Titelrolle war mit Abstand Fiorenza Cossotto, außerdem Giulietta Simionato, Fedora Barbieri und Shirley Verrett. Zu den wichtigsten Interpreten des Fernand zählten Alfredo Kraus, Luciano Pavarotti, Gianni Raimondi und Giacomo Aragall.
Seit Ende des 20. Jahrhunderts ist wieder vermehrt das französische Original zu hören. Viel beachtet wurden Vesselina Kasarovas und Violeta Urmanas Interpretation der Léonor sowie die Tenöre Giuseppe Sabbatini (2003 an der Wiener Staatsoper), John Osborn (2016 in Venedig und 2019 in Palermo) und Javier Camarena (2022 in Bergamo) als Fernand.

## Kuriosa
1952 drehte der italienische Regisseur Cesare Barlacchi einen Opern-Film La favorita, bei dem das Werk auf eine Länge von knapp eineinhalb Stunden gekürzt wurde. Die Hauptrolle spielte die junge und noch ziemlich unbekannte Sophia Loren, die jedoch den Gesang nur fingierte, zu der Stimme von Palmira Vitali Marini. Der Fernando wurde von Gino Sinimberghi gespielt, zur Stimme von Piero Sardelli.

## Diskographie (Auswahl)

### Italienische Version
- 1954: Angelo Questa; Carlo Tagliabue, Fedora Barbieri, Gianni Raimondi, Giulio Neri u. a., Chor und Orchester der RAI Torino (Warner Fonit)
- 1955: Alberto Erede; Ettore Bastianini, Giulietta Simionato, Gianni Poggi, Jerome Hines u. a., Chor und Orchester des Maggio Musicale Fiorentino (Decca)
- 1974: Richard Bonynge; Gabriel Bacquier, Fiorenza Cossotto, Luciano Pavarotti, Nikolaj Gjaurow u. a., Chor und Orchester des Teatro Comunale di Bologna (Decca)
- 1975: Eve Queler; Pablo Elvira, Shirley Verrett, Alfredo Kraus, James Morris u. a., Brooklyn College Chorus, Orchester der American Opera Society (Gala)
- 1978: Jesús López Cobos; Sherrill Milnes, Shirley Verrett, Luciano Pavarotti, Bonaldo Giaiotti u. a., Chor und Orchester der Metropolitan Opera (Bensar)

### Französische Originalversion
- 1999: Marcello Viotti; Anthony Michaels-Moore, Vesselina Kasarova, Ramón Vargas, Carlo Colombara u. a., Chor des Bayerischen Rundfunks, Münchner Rundfunkorchester (BMG)
- 2003: Fabio Luisi; Carlos Álvarez, Violeta Urmana, Giuseppe Sabbatini, Giacomo Prestia u. a., Chor und Orchester der Wiener Staatsoper (Premiere Opera)

## Noten
- Gaetano Donizetti: La favorite (in der Reihe: Edizione critica delle Opere di Gaetano Donizetti), hrsg. von Rebecca Harris-Warrick, CASA RICORDI – BMG RICORDI S.p.A., Mailand, 1997 (online auf der Website des Centro Studi Donizettiani (italienisch; Abruf am 4. November 2021)).